# جون ليم
جون ليم (بالإنجليزية: John Lim)‏ هو سياسي أمريكي، ولد في 23 ديسمبر 1935 في كوريا الجنوبية. حزبياً، نشط في الحزب الجمهوري. انتخب عضواً في مجلس ولاية أوريغون وانتخب عضواً في مجلس نواب أوريغون.